# 猎屿
猎屿，又名牛腿屿，是位于广东省南澳县深澳湾以东的一座岛屿，呈东北-西南延伸，面积约0.4平方公里，是南澳岛最大离岛，与旁边的虎屿并称深澳海湾的“双明珠” ，岛上有广东省文物保护单位猎屿铳城。2011年被列入中国第一批开发利用无居民海岛名录。

## 历史
猎屿距南澳岛0.4公里，长1200米，宽450米，最高海拔106米，由花岗岩组成，因形似牛腿，故名牛腿屿。又因坐落于虎屿旁，有猎虎之势，故名猎屿。岛屿植被茂盛，以灌木丛为主，西北岸以基岩为主，西部及东南沿岸为沙砾质岸滩，邻近海域滩涂广布。
猎屿因位置险要，是扼守闽粤航路的要冲，曾是海上丝绸之路的要津，明天启三年（1623年），镇守南澳的副总兵黎国炳在岛上发起筑造猎屿铳城，至今留存瞭望台、营房、炮台等遗址。岛上现有“海阔心雄”巨石碑，传说郑成功于南澳岛招兵时，曾站于该石上操练水师，至今仍留有练兵池遗址。清光绪三年（1877年），方耀署理广东陆路提督时，着手改进海防，在猎屿铳城西滩上建新炮台，“周约六十丈，深约八尺，内安轮盘旋转，四面可轰”，但未竣而停工，今为猎屿旋转炮台遗迹。